# Next Generation EU
Next Generation EU (NGEU) es el plan de recuperación masivo de la Comisión Europea dotado con 750 mil millones de euros (a precios constantes de 2018) para la recuperación económica de la Unión Europea, golpeada por la pandemia de COVID-19 en Europa. Acordado el 21 de julio de 2020 por el Consejo Europeo, después de cuatro días de negociación entre los 27 Estados de la Unión, la Comisión Europea comenzó a ejecutar el plan. Se trata de los mayores fondos europeos aprobados en la historia de la UE. El fondo NGEU se extiende a los años 2021-2026 y está ligado al presupuesto de la UE de 2021-2027 (MFF). Los paquetes comprensivos del NGEU y MFF alcanzará el tamaño de 1824,3 millardos de €.
| Tres pilares del Next Generation EU € = monto de cada instrumento en millardos de euros                                                               | Tres pilares del Next Generation EU € = monto de cada instrumento en millardos de euros | Tres pilares del Next Generation EU € = monto de cada instrumento en millardos de euros                                               |
| €/Propuesto | €/Acordado                                                                              | Apoyo a los Estados miembros en sus inversiones y reformas                                                                            |
| --- | --------------------------------------------------------------------------------------- | --- |
| 560 | 672,5                                                                                   | Mecanismo de Recuperación y Resiliencia (préstamos 360 - subvenciones 312,5)                                                          |
| 55 | 47,5                                                                                    | REACT-EU |
| 40 | 10                                                                                      | Fondo de Transición Justa (ayuda en la transición hacia la neutralidad climática europea)                                             |
| 15 | 7,5                                                                                     | Desarrollo Rural. Apoyo para realizar cambios en línea con el PVE                                                                     |
| |                                                                                         | Incentivar las inversiones privadas                                                                                                   |
| 15,3 | 5,6                                                                                     | Actualización de InvestEU (programa de inversión de la UE)                                                                            |
| 31 | No                                                                                      | Instrumento de apoyo a las empresas. Su objetivo era desbloquear € 300 millardos                                                      |
| 15 | No                                                                                      | Para un instrumento que buscaba inversiones en sectores estratégicos                                                                  |
| |                                                                                         | Abordar las lecciones de la crisis |
| 2 | 1,9                                                                                     | Para reforzar rescEU, que se ampliará. Preparar a la Unión para responder a futuras crisis                                            |
| 13,5 | 5                                                                                       | Importe para Horizon Europe, que se reforzará para financiar investigaciones en salud, resiliencia y las transiciones verde y digital |
| 16,5 | No                                                                                      | Apoyo suplementario a los socios mundiales de la UE en beneficio de los intereses europeos                                            |
| Fortalecimiento de programas de la UE para alinear el MFP con las necesidades de recuperación. Se reforzará la flexibilidad del presupuesto de la UE. |                                                                                         | |

El acuerdo NGEU es algo sin precedentes en la historia de la UE, ya que la misma emitirá vínculos o bonos soberanos europeos (eurobonos) para asignar subvenciones y préstamos a sus Estados miembros, pagándolos mediante la generación de recursos propios, a través de los impuestos directos, lo que se considera el primer paso hacia una integración fiscal en Europa.

## Contexto: Pandemia de COVID-19 en Europa

### Controversia inicial a nivel europeo
En marzo de 2020, el gobierno italiano criticó la supuesta falta de solidaridad de la UE con Italia. Italia solicitó al mecanismo de Protección civil de la Unión Europea (UE) el envío de ayudas, pero hasta el 11 de marzo de 2020 ningún país europeo había respondido. El Representante Permanente de Italia ante la Unión Europea, Maurizio Massari, escribió: "desafortunadamente, ni un solo país de la EU ha respondido a la solicitud." Inicialmente Francia y Alemania prohibieron la exportación de mascarillas y otros suministros, por lo que se recibió ayuda en Italia desde China, Rusia y Cuba antes que de Europa. Sin embargo, ese mismo mes, los hospitales alemanes comenzaron a atender a pacientes italianos y franceses con COVID-19, y en abril el gobierno alemán asumió por su cuenta el tratamiento médico de pacientes europeos que necesitaban asistencia respiratoria y que se encontraban internados en sus hospitales. El costo de los servicios sanitarios a estos pacientes alcanzaría inicialmente cerca de 20 millones de euros, indicó el ministro de Salud de Alemania.
Por otra parte, aunque el 7 de marzo algunos políticos europeos, como Marine Le Pen de Francia, habían pedido que se cerraran temporalmente las fronteras internas de la Unión Europea, la comisión para el 13 de marzo seguía rechazando la idea de suspender la zona de libre circulación del espacio Schengen e introducir controles fronterizos con Italia. El 9 de marzo, el primer ministro checo, Andrej Babiš, declaró que "los países europeos no pueden prohibir la entrada de ciudadanos italianos al espacio Schengen. La única forma posible es que el primer ministro italiano pida a sus conciudadanos que se abstengan de viajar a otros países del Unión Europea".

### Respuesta de la Unión Europea a la pandemia en 2020
A partir de finales del primer trimestre de 2020, varios de los Estados miembros de la Unión se confrontaron a la crisis sanitaria de la pandemia de COVID-19. El impacto mediático generado por la situación, precipitó a los gobiernos nacionales y a las instituciones europeas a una situación sin precedentes, que en marzo, llevó a que los Estados miembros aceptaran la recomendación emitida por la Comisión Von der Leyen sobre lo que deberían hacer para restringir la entrada en el territorio a los residentes extracomunitarios. Casi al mismo tiempo, la Comisión lanzó su primera reserva de material médico con el fin de repartirlo a los Estados de la Unión más afectados por la pandemia.
En abril se sucedieron numerosas acciones políticas en respuesta a la crisis. En primer lugar reaccionó el Banco Central Europeo (BCE) con un programa de compra de títulos para evitar el colapso de los mercados de deuda, lo que contribuyó a estabilizar la situación financiera. Entonces, tras ser aprobada por primera vez la denominada “cláusula general de salvaguarda” prevista para escenarios de graves crisis generalizadas que afecten a la eurozona, la Comisión pudo levantar los límites que fijaba el pacto de estabilidad y crecimiento. De esta forma se autorizó a los gobiernos nacionales a inyectar en la economía tanto dinero «como fuese necesario». A dicha flexibilización se añadieron también los cambios en la autorización de ayudas públicas, ya que la normativa permitió otorgar hasta 800.000 euros por compañía en forma de subvención directa o ventajas fiscales. De manera complementaria, el Eurogrupo logró un acuerdo la segunda semana de abril que estableció los detalles de la primera red de seguridad comunitaria contra los efectos de la pandemia.
Pero el anuncio más destacado llegó el 18 de mayo de 2020, cuando en una rueda de prensa Merkel y Macron presentaron un plan para la UE en el marco de la crisis de la pandemia. Este impulso se integró con varias acciones institucionales de las semanas anteriores, y sirvió de base al plan recuperación económica (Next Generation EU) presentado por Von der Leyen la semana siguiente. Empero, el anuncio conjunto de Merkel y Macron fue impulsado por un fallo del Tribunal Constitucional de Alemania, que días antes había puesto en duda la independencia del Banco Central Europeo (BCE) para mantener a flote las economías de los miembros más vulnerables de la organización, así como la gobernabilidad de la UE. Hasta entonces, Merkel —quien ocho años antes, en el punto más álgido de la crisis del euro, aseguró que no habría eurobonos «mientras yo viva»— se había opuesto a la propuesta de Macron para crear un fondo que obligaría a los 27 a aumentar la deuda de forma conjunta.
En diciembre de 2020, la vacuna Tozinameran contra la COVID-19 logró la autorización de comercialización en la UE. BioNTech (Societas europaea), el laboratorio al origen de dicho producto, había recibido más de 9 millones de euros de financiación de la UE para la investigación durante la década precedente. Además, en junio fue beneficiario de un préstamo de 100 millones de euros del Banco Europeo de Inversiones (BEI), respaldado por la UE. Esto ayudó al laboratorio alemán a ampliar sus capacidades de fabricación y a suministrar la vacuna a nivel mundial.
En el plano internacional, durante el mes de mayo la Comisión lanzó la "Respuesta mundial al coronavirus", una acción que perseguía el «acceso universal a vacunas, tratamientos y tests de coronavirus asequibles». En la primera jornada del evento quedó cubierto el objetivo monetario de 7400 millones de euros, más de un tercio de los cuales procedían de la UE y sus Estados miembros. Este “maratón mundial de donantes”, dio paso al lanzamiento de una campaña denominada Global Goal: Unite for our Future que culminó el 27 de junio con una cumbre mundial de donantes, presidida por Von der Leyen, que recaudo 6.150 millones de euros.

## Características del acuerdo

### Fondo de recuperación
El fondo único de recuperación NGEU, creado finalmente en la Cumbre Europea de julio de 2020, pretende reparar al menos una parte de los daños causados por la pandemia del COVID-19, al tiempo que apoya los objetivos ecológicos y digitales de la Unión a largo plazo.
El NGEU está limitado en el tiempo: el 70 % de las subvenciones proporcionadas por el Mecanismo de Recuperación y Resiliencia (RRF) se comprometerán en los años 2021 y 2022. El 30 % restante se comprometerá en 2023. Las claves de asignación para los años 2021-2022 son la tasa de desempleo y para el 2023 la pérdida acumulada del Producto interno bruto real observada durante el periodo 2020-2022.
El dinero prestado en nombre de la UE se destinará a 390.000 millones de euros en subvenciones de ayuda y 360.000 millones de euros en préstamos de mayor duración, y se devolverá en 2028-2058. El paquete parece grande, pero tendrá un efecto fiscal neto en toda la eurozona de apenas un 1 % anual. Se destinarán 672.500 millones de euros al programa de reconstrucción de la UE tras la crisis de 19 años como instrumento principal, y los 77.550 millones restantes a través de los programas existentes de la UE.
Se destinan 5 miliardos de € para contrarrestar los efectos imprevistos de la salida del Reino Unido de la UE (Brexit) en los Estados miembros de la Unión.

### Acción climática
Se aplicará un objetivo climático global del 30 % al importe total de los gastos del MFP y del NGEU, en cumplimiento del Acuerdo Climático de París y en consonancia con los objetivos del Pacto Verde Europeo, la iniciativa emblemática para hacer frente a la emergencia climática

### Ingresos de UE por fuentes propias
El NGEU es un impulso a una política fiscal europea unificada. La UE buscará fuentes de ingresos directos. Como primer paso, a partir de 2021 se introducirá un nuevo recurso propio basado en los residuos de envases de plástico no reciclados. En los años siguientes se prevé la utilización de recursos propios adicionales para el reembolso de los préstamos de la NGEU..

### Rebajas nacionales
Con la salida del Reino Unido de la UE, también se esperaba que se eliminara la ventaja de los descuentos nacionales en la UE. Pero en lugar de esto, el acuerdo presupuestario ofrece a Alemania y a los llamados “Cuatro Frugales” (Dinamarca, Países Bajos, Austria y Suecia), reembolsos aún mayores, en total 53.200 millones de euros para el período presupuestario 2021-2027, financiados por todos los Estados miembros de la Unión en función de su renta nacional Bruta (RNB).

### Estado de Derecho
El NGEU menciona la importancia del Estado de Derecho, pero sigue siendo vago o impreciso. Se evita cualquier condicionalidad relativa a los gobiernos de Polonia y Hungría, señalados de incumplir reiteradamente el artículo 7 del Tratado de la Unión Europea.

### Gobernanza
Para recibir apoyo del FRR, los Estados miembros de la Unión -evaluados técnicamente por la Comisión Europea- deben presentar Planes Nacionales de Recuperación y Resiliencia (PRR), que incluyan objetivos, hitos y costes estimados. Finalmente, el Consejo Europeo aprobará políticamente las propuestas por mayoría cualificada.
El PRR debe describir la forma en que cada Estado miembro pretende utilizar estas inversiones para contribuir a las prioridades verdes y digitales previstas por la Comisión. Para ello, se han fijado dos objetivos: El 37 % del gasto debe canalizarse hacia las acciones verdes y el 21% hacia las digitales. Los Estados miembros deben cumplir el objetivo de neutralidad climática de la UE para 2050.
La fecha límite para la presentación de los planes de recuperación y resiliencia es el 30 de abril de 2021. Se anima a los Estados miembros a presentar un anteproyecto de plan a partir del 15 de octubre de 2020.

## Situación en España
La Secretaría General de Fondos Europeos se creó el 31 de diciembre de 2020, siendo una de las últimas reformas de la Administración General del Estado de dicho año. Durante todo ese año, se aprobaron numerosas medidas y reformas tanto de ámbito sanitario como económico y, en concreto, en el ámbito presupuestario supranacional se aprobó por parte de la Unión Europea el Mecanismo de Recuperación y Resiliencia para dar respuesta a la pandemia y, en el ámbito nacional, los presupuestos generales del Estado para 2021.
Estas importantes medidas conllevaban enormes movilizaciones de recursos económicos, lo provocó que se aprobase el Real decreto-ley 36/2020 con medidas urgentes para reformar la Administración Pública, en concreto, creando órganos y planes para la ejecución de los fondos europeos previstos en dicho Mecanismo para España. Así, la ministra de Hacienda, María Jesús Montero, reformó el Departamento de Hacienda creando este nuevo órgano directivo con rango de Subsecretaría con el objetivo de «que la persona titular de la misma cuente con el rango jerárquico adecuado para llevar a cabo una mejor interlocución con las Instituciones europeas y pueda coordinar adecuadamente las actuaciones que en esta materia se implementen con el resto de departamentos ministeriales».
Transición Digital
Dentro de los fondos Next Generation EU es relevante la participación de las pequeñas y medianas empresas (PYMEs) en su digitalización. Para ello, el Gobierno español, a través del Ministerio de Asuntos Económicos y Transformación Digital, creó el programa Kit Digital, con el objetivo de digitalizar y actualizar los negocios. De esta forma se pretende actualizar el tejido empresarial español. Las pymes españolas contarán con ayudas de entre 2000 y 12 000 euros para contratar un agente digitalizador para las siguientes soluciones: sitio web y presencia en internet, comercio electrónico, gestión de redes sociales, gestión de clientes, business intelligence y analítica, gestión de procesos, factura electrónica, oficina virtual, comunicaciones seguras y ciberseguridad.